# Alburnus

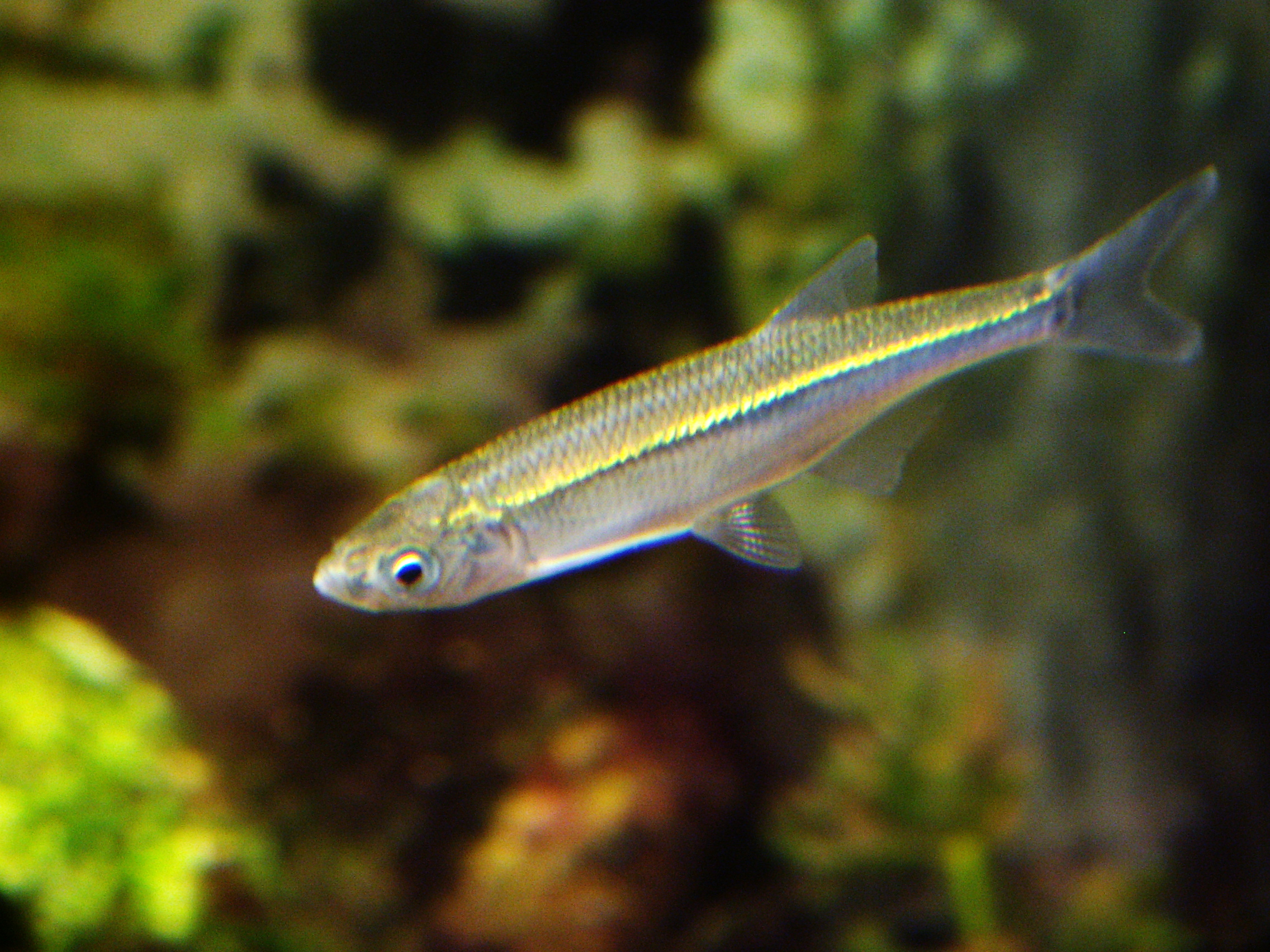
Juvenil de Alburnus alburnus.

Los alburnos son el género Alburnus de peces de agua dulce de la familia Cyprinidae, que se distribuyen por ríos de Eurasia.
Suelen vivir en cardumenes cerca de la superficie, donde se alimentan de plancton de crustáceos e insectos.

## Especies
Existen 46 especies reconocidas en este género:
- Alburnus adanensis Battalgazi, 1944 (Adana bleak)
- †Alburnus akili Battalgil, 1942 (Beyşehir bleak)
- Alburnus albidus O. G. Costa, 1838 (Italian bleak)
- Alburnus alburnus Linnaeus, 1758 (Common bleak)
- Alburnus amirkabiri Mousavi-Sabet, Vatandoust, Khataminejad, Eagderi, Abbasi, M. Nasri, Jouladeh & Vasil'eva, 2015[3]
- Alburnus arborella Bonaparte, 1841 (Alborella)
- Alburnus atropatenae L. S. Berg, 1925
- Alburnus attalus Özuluğ & Freyhof, 2007 (Bakır shemaya)[4]
- Alburnus baliki Bogutskaya, Küçük & Ünlü, 2000 (Antalya bleak)
- Alburnus battalgilae Özuluğ & Freyhof, 2007 (Gediz shemaya)[4]
- Alburnus belvica Karaman, 1924
- Alburnus caeruleus Heckel, 1843 (Black spotted bleak)
- Alburnus carinatus Battalgil, 1941 (Manyas shemaya)
- Alburnus chalcoides Güldenstädt, 1772 (Danube bleak)
- Alburnus danubicus Antipa, 1909
- Alburnus demiri Özuluğ & Freyhof, 2008 (Eastern Aegean bleak)[5]
- Alburnus derjugini L. S. Berg, 1923 (Georgian shemaya)
- Alburnus doriae De Filippi, 1865
- Alburnus escherichii Steindachner, 1897 (Sakarya bleak)
- Alburnus filippii Kessler, 1877 (Kura bleak)
- Alburnus heckeli Battalgil, 1943 (Hazar bleak)
- Alburnus hohenackeri Kessler, 1877 (North Caucasian bleak)
- Alburnus istanbulensis Battalgil, 1941
- Alburnus kotschyi Steindachner, 1863 (İskenderun shah kuli)
- Alburnus leobergi Freyhof & Kottelat, 2007 (Azov shemaya)
- Alburnus macedonicus Karaman, 1928
- Alburnus mandrensis Drensky, 1943
- Alburnus maximus Fatio, 1882
- Alburnus mento Heckel, 1837
- Alburnus mentoides Kessler, 1859
- Alburnus mossulensis Heckel, 1843
- Alburnus nasreddini Battalgil, 1943 (Central Anatolian bleak)
- Alburnus neretvae Buj, Šanda & Perea, 2010[6]
- †Alburnus nicaeensis Battalgil, 1941 (İznik shemaya)
- Alburnus orontis Sauvage, 1882 (Orontes spotted bleak)
- Alburnus qalilus Krupp, 1992 (Syrian spotted bleak)
- Alburnus sarmaticus Freyhof & Kottelat, 2007
- Alburnus schischkovi Drensky, 1943
- Alburnus scoranza Heckel & Kner, 1858
- Alburnus selcuklui M. Elp, F. Şen & Özuluğ, 2015[7]
- Alburnus sellal Heckel, 1843 (Shah kuli)
- Alburnus tarichi Güldenstädt, 1814 (Tarek)
- Alburnus timarensis Kuru, 1980 (Karasu sha kuli)
- Alburnus thessalicus Stephanidis, 1950
- Alburnus vistonicus Freyhof & Kottelat, 2007[8]
- Alburnus volviticus Freyhof & Kottelat, 2007
- Alburnus zagrosensis Coad, 2009